# Koutrigoures
Les Koutrigoures sont mentionnés pour la première fois en 539-540 comme l'un des royaumes nomades majoritairement turcophone dit Onoghour, qui apparaît dans les steppes eurasiatiques, au nord des mers Noire et Caspienne, durant l'Antiquité tardive et au début du Moyen Âge, en même temps que les Avars, après l'effondrement de l'empire des Huns. Les Bulgares actuels comptent parmi leurs ancêtres les Koutrigoures de Zabergan et les Outigoures, dirigés par Sandilkh.

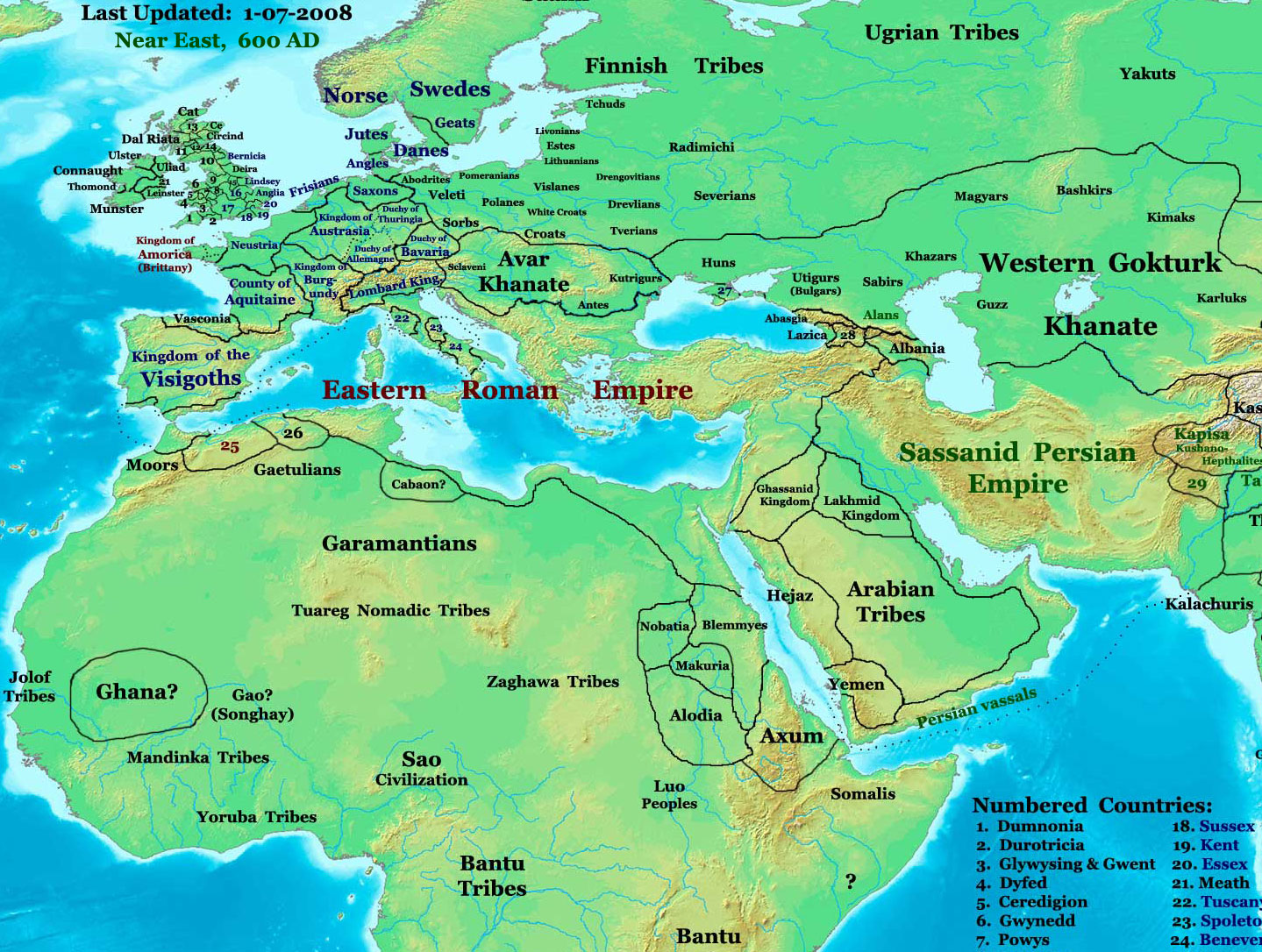
Koutrigoures et Outigoures au nord de la mer Noire, vers l'an 600.

## Histoire
Les Huns et leurs successeurs Koutrigoures et Outigoures ont peut-être assimilé les derniers Scythes encore présents dans la steppe. Plus tard, la conquête du territoire des Koutrigours par les Göktürks dirigés par trois frères au VIe siècle est mentionnée par Bar Hebraeus ainsi que par la chronique plus tardive du patriarche d'Antioche Michel le Syrien. À cette époque, les Koutrigoures sont donc alliés aux clans des Göktürks. Certains d'entre eux s'engagent comme mercenaires dans les troupes de l'Empire romain d'Orient en échange de terres où ils peuvent s'installer. L'empereur romain d'Orient leur permet de s'installer en Anatolie et en Thrace.
En 632, le khan Koubrat unit les ulus (peuple-état) Koutrigoures et Outigoures vivant en Scythie. C'est cette fédération qui est décrite par les érudits de l'Empire romain d'Orient sous le nom d'Ancienne Grande Bulgarie.
Au moment de l'extension du territoire des Khazars, ces derniers vassalisent la Grande Bulgarie : Batbayan, le fils aîné de Koubrat, doit leur verser tribut. Après l'effondrement de la Grande Bulgarie, au milieu du VIIe siècle, une partie des Koutrigoures et des Outigoures restés dans les steppes s'établit sur la moyenne-Volga où ils forment le Khanat de la Bulgarie de la Volga dont Kotrag est le dirigeant et qui, plus tard, passe à l'islam.
Au VIIIe siècle, sous le règne de Kouber, une autre partie des Koutrigoures et des Outigoures se dirige vers le Danube, la Pannonie, la Mésie, la Macédoine et la Pélagonie. Là, ils se lient avec les Proto-Bulgares d'Asparoukh, déjà installés sur les deux rives du bas-Danube depuis la fin du VIIe siècle. Koutrigoures, Outigoures et Proto-Bulgares se mélangent entre eux, ainsi qu'aux Thraces romanisés et aux Slaves présents dans cette région, prennent aux premiers le système territorial (maillage de villes et de routes, villages sédentaires), aux seconds la langue slave, et gardant pour le khanat le nom de Bulgarie : le peuple bulgare actuel se forme à partir de ces apports. Le khanat s'étend progressivement sur les actuelles Ukraine du sud-ouest, Moldavie, Roumanie, Serbie, Macédoine du Nord, Bulgarie et Grèce septentrionale : sa population sédentaire est chrétienne, religion que Koutrigoures, Outigoures et Proto-Bulgares, initialement tengristes, adoptent à leur tour solennellement en 864.
Leur conversion au christianisme transforme les Khans en Tzars (Césars) et le khanat en Tzarat. Du VIIIe siècle au Xe siècle, le Tzarat bulgare est, en Europe du Sud-Est, l'état le plus puissant après l'Empire byzantin, qu'il fragmente durant les périodes où, en occupant la côte Égéenne, il sépare les provinces grecques de la capitale Constantinople, qu'il menace à plusieurs reprises.